# Campeonato Europeu de Jiu-Jitsu IBJJF No-Gi
O Campeonato Europeu de Jiu-Jitsu Brasileiro Sem Quimono é um torneio de Jiu-jitsu brasileiro (BJJ) sem quimono organizado anualmente pela Federação Internacional de Jiu-Jitsu Brasileiro (IBJJF). Realizado pela primeira vez em 2012, em Londres, Inglaterra, o evento passou a ser sediado anualmente em Roma, Itália, a partir de 2013. A tabela abaixo apresenta os resultados da competição desde sua criação em 2012, abrangendo todas as edições nas divisões de faixa preta adulta masculina e feminina.

## Lista de Campeões Europeus de Jiu-Jitsu Sem Quimono - Divisão Masculina, por Ano e Peso
| Ano  | Sede        | 55,5 kg Galo                    | 61,5 kg Pena Leve         | 67,5 kg Pena                | 73,5 kg Leve            | 79,5 kg Médio                      | 85,5 kg Meio-Pesado          | 91,5 kg Pesado               | 97,5 kg Super-Pesado     | Sem limite de peso Ultra-Pesado | Absoluto                     |
| ---- | ----------- | ------------------------------- | ------------------------- | --------------------------- | ----------------------- | ---------------------------------- | ---------------------------- | ---------------------------- | ------------------------ | ------------------------------- | ---------------------------- |
| 2012 | Reino Unido |                                 |                           | Maxmiliano Campos (1/1)     | Theodoro Almeida (1/1)  | Michael Langhi (1/1)               | Eduardo Rios (1/5)           | Dimitrius Souza (1/1)        | Bernardo Faria (1/2)     | Thiago Borges (1/1)             | Bernardo Faria (2/2)         |
| 2013 | Itália      |                                 | Caio Terra (1/2)          | Simone Franceschini (1/3)   | AJ Agazarm (1/4)        | Eduardo Rios (2/5)                 | Alan do Nascimento (1/1)     | Francisco Neto (1/1)         | Henrique Pereira (1/1)   | Ricardo Evangelista (1/1)       | Caio Terra (2/2)             |
| 2014 | Itália      |                                 | Paulo Melo (1/1)          | Simone Franceschini (2/3)   | AJ Agazarm (2/4)        | Luca Anacoreta (1/2)               | Eduardo Rios (3/5)           | Ricardo Mesquita (1/1)       | Radoslaw Turek (1/1)     | Mauricio Lima (1/1)             | AJ Agazarm (3/4)             |
| 2015 | Itália      |                                 | Simone Franceschini (3/3) | Luiz Tosta (1/1)            | Bruno Barbosa (1/1)     | Eduardo Rios (4/5)                 | Charles Negromonte (1/1)     | Jackson Sousa (1/2)          | Manuel Pontes (1/1)      | Luis Carrara (1/1)              | Jackson Sousa (2/2)          |
| 2016 | Itália      |                                 |                           | Ashley Williams (1/2)       | Thiago Abreu (1/1)      | Eduardo Rios (5/5)                 | Claudio Cardoso (1/1)        | Matheus da Silva (1/1)       | Arya Esfandmaz (1/1)     | Ruben Fonseca (1/1)             | Lucio Rodrigues (1/1)        |
| 2017 | Itália      | Juan da Silva (1/1)             |                           | Hiago Silva (1/1)           | AJ Agazarm (4/4)        | Isaque Bahiense (1/1)              | Stéfano Corrêa (1/1)         | Thiago Sá Fortes (1/2)       | Mahamed Aly (1/2)        | Otavio Serafim (1/1)            | Mahamed Aly (2/2)            |
| 2018 | Itália      |                                 | Anthony De Oliveira (1/1) | Gabriel Marangoni (1/1)     | Michael Liera Jr. (1/2) | Darragh O'Conaill (1/1)            | Luca Anacoreta (2/2)         | Thiago Sá Fortes (2/2)       | Thomas Loubersanes (1/2) | Eldar Rafigaev (1/1)            | Michael Liera Jr. (2/2)      |
| 2019 | Itália      | Gabriel Alexander Rosberg (1/1) | Jonas Andrade (1/1)       | Gabriel Sousa (1/1)         | Fabio Caloi (1/1)       | Jeferson Guaresi (1/1)             | Lucas Oliveira (1/1)         | Philippe Pomaski (1/1)       | Devhonte Johnson (1/1)   | Thomas Loubersanes (2/2)        | Marcelo Gomide (1/1)         |
| 2022 | Itália      | Coco Izutsu (1/1)               | Lucas Pinheiro (1/1)      | Ashley Williams (2/2)       | Lucas Rodrigues (1/1)   | Igor Feliz (1/1)                   | Oliver Taza (1/1)            | Santeri Lilius (1/1)         | Fernando Reis (1/1)      | Sean Goolsby (1/1)              | Adam Wardzinski (1/1)        |
| 2023 | Itália      | Shay Montague (1/1)             | Edwin Ocasio (1/1)        | Julian Espinosa (1/1)       | Marcus Phelan (1/1)     | Tommy Langaker (1/1)               | Sebastian Rodriguez (1/1)    | Javier Barter (1/ bipartida) | Kasper Larsen (1/1)      | Felipe Mauricio (1/1)           | Heikki Jussila (1/1)         |
| 2024 | Itália      | Christopher Duyquan Tran        | Edwin Ocasio              | José Julián Espinosa Flores | Yigit Hanay             | Fabyury Khrysthyan Texeira Freitas | Sebastian Rodriguez Williams | Manuel Pilato                | Rafael Lovato Júnior     | Heikki Lauri Eemil Jussila      | Gabriel Salles Muniz Almeida |

## Lista de Campeãs Europeias de Jiu-Jitsu Sem Quimono - Divisão Feminina, por Ano e Peso
| Ano  | Sede        | -46,5 kg Galo | -51,5 kg Pena Leve          | -56,5 kg Pena                  | -61,5 kg Leve               | -66,5 kg Médio    | -71,5 kg Meio-Pesado         | -76,5 kg Pesado                     | +76,5 kg Super-Pesado         | Absoluto                       |
| ---- | ----------- | ------------- | --------------------------- | ------------------------------ | --------------------------- | ----------------- | ---------------------------- | ----------------------------------- | ----------------------------- | ------------------------------ |
| 2012 | Reino Unido |               |                             |                                |                             | Ester Tang (1/2)  |                              |                                     |                               | Ester Tang (2/2)               |
| 2015 | Itália      |               |                             | Gegi Walker (1/1)              |                             |                   | Shanti Abelha (1/1)          |                                     | Venla Luukkonen (1/2)         | Venla Luukkonen (2/2)          |
| 2017 | Itália      |               | Linda Lindström (1/1)       | Maxine Thylin (1/1)            |                             |                   | Monique Carvalho (1/2)       |                                     |                               | Monique Carvalho (2/2)         |
| 2018 | Itália      |               |                             | Chelsea Leah (1/1)             | Michelle Nicolini (1/2)     |                   |                              |                                     |                               | Michelle Nicolini (2/2)        |
| 2019 | Itália      |               |                             | Ana Talita de Oliveira Alencar | Charlotte von Baumgarten    | Julia Maele       |                              | Claudia Fernanda Onofre Valim Doval | Samantha Lea Cook             | Ana Talita de Oliveira Alencar |
| 2022 | Itália      |               | Nina Navid                  | Christina Dimitrios Tsantila   | Hannah Katharina Rauch      | Julia Maele       | Joanna B. Dineva             | Eleftheria Christodoulou            | Eleftheria Christodoulou      |                                |
| 2023 | Itália      |               | Mara Kelly                  | Adele M. Fornarino             | Maria Cláudia Almeida Silva | Rosary Mary Walsh | Elizabeth Katherine Mitrovic | Maria Carolina Barón Vicentini      | Roberta Pessoa Vieira Ribeiro | Roberta Pessoa Vieira Ribeiro  |
| 2024 | Itália      |               | Scout S. S. Feitosa Pereira | Raquel Ferreira da Silva       | Julia Maele                 | Brianna Ste-Marie | Aurélie Le Vern              | Anabel Lopez Beard                  |                               | Aurélie Le Vern                |